# هویسهایم
هویسهایم (به آلمانی: Huisheim) یک شهر در آلمان است که در دناو-ریس واقع شده‌است.